# Spiculum relictum
Spiculum relictum – element anatomiczny w końcowej części odwłoka (terminaliach) samców niektórych owadów z rzędu chrząszczy.
Spiculum relictum jest apodemą wyrastającą po wewnętrznej stronie przedniej części sternitu ósmego segmentu odwłokowego. Stanowi homolog występującego u samic w tym samym miejscu spiculum ventrale, jednak w przeciwieństwie do niego osiąga niewielkie rozmiary, a u większości gatunków brak go zupełnie.